# Buskysminde
Buskysminde er en lille hovedgård, som er dannet i 1825 af P. S. de Neergaard til Vedbygaard. Gården ligger i Ruds Vedby Sogn, Kalundborg Kommune. Hovedbygningen er opført i 1872
Buskysminde Gods er på 97 hektar

## Ejere af Buskysminde
- (1825-1835) Peter Sigvard de Neergaard
- (1835-1844) Trock
- (1844-1857) Schjellerup
- (1857-1864) Duncan
- (1864-1871) Jens Christian Rasch
- (1871-1872) Nicolaus Christianus Rasch
- (1872-1883) L. G. Manniche
- (1883-1887) N. Manniche
- (1887-1890) Paulia Friis gift Lund
- (1890-1902) J. F. van Deurs
- (1902-1918) Th. Olsen
- (1918) R. Sørensen
- (1918-1920) Petersen
- (1920-1923) Forskellige Ejere
- (1923-1953) Viggo Hansen
- (1953-1990) Therkel Hansen
- (1990-2004) Buskysminde A/S
- (2004-) Buskysminde A/S v/a Jørn Laursen